# Анна Бранденбурзька (1487—1514)
Анна Бранденбурзька (нім. Anna von Brandenburg; 27 серпня 1487 — 3 травня 1514) — бранденбурзька принцеса з династії Гогенцоллернів, донька курфюрста Бранденбургу Йоганна Цицерона та ландграфині Саксонської Маргарити, дружина герцога Шлезвігу та Гольштейну Фредеріка.

## Біографія

### Ранні роки
Народилась 27 серпня 1487 року в Берліні. Була п'ятою дитиною та третьою донькою в родині курфюрста Бранденбургу Йоганна Цицерона та його дружини Маргарити Саксонської. Мала старшого брата Йоахіма Нестора. Інші діти померли в ранньому віці до її народження. Згодом сімейсто поповнилося донькою Урсулою та сином Альбрехтом.

У 1495 році Йоганн Цицерон вів переговори з династією Ягеллонів щодо шлюбу старших дітей, однак його намагання не увінчалися успіхом.

Портрет принцеси Анни, замок Гріпсгольм

Принцеса втратила батька в 11-річному віці. Матір більше не одружувалась й усамітнено провела решту життя в удовиній резиденції в Шпандау. Опікуном неповнолітніх дітей став їхній дядько, маркграф Бранденбург-Ансбаху Фрідріх I. Він розпочав перемовини щодо шлюбу своїх підопічних із данською королівською сім'єю, родинні зв'язки з якою були налагоджені у попередніх поколіннях.
У 1500 році відбулися заручини Анни із молодшим братом короля Данії, Фредеріком. Наречений носив титули герцога Шлезвігу та Гольштейну. Оскільки він доводився принцесі двоюрідним племінником, пара отримала спеціальний дозвіл Папи Римського на укладення союзу. Тоді ж був підписаний шлюбний контракт. Через молодий вік нареченої вінчання перенесли на її 14-річчя. Через смерть матері у липні 1501 року церемонію відклали ще на кілька місяців.

### Герцогиня Шлезвігу і Гольштейну

Портрет Анни та Фредеріка пензля невідомого майстра, замок Гріпсгольм

Подвійне весілля 14-річної Анни та 30-річного Фредеріка, й її старшого брата Йоахіма Нестора з племінницею Фредеріка, Єлизаветою Данською, відбулося 10 квітня 1502 року. Церемонію провів у Штендалі єпископ Шлезвігу Геннінг фон Поґвіш. Святкування було дуже пишним.
Для пожиттєвої ренти Анна отримала амт, місто та замок Кіль. Фінансова реалізація шлюбного контракту була покладена на любекського купця Матіаса Муліча, який був поставщиком двору Фредеріка. Багато в чому, саме завдяки йому посаг нареченої був виплачений вчасно, що стало виключенням для того часу. Головною резиденцією пари став Готторфський замок, де і народилися їхні двоє дітей.
Фредерік невдовзі після весілля завів зв'язок із сільською дівчиною. Про юну герцогиню ж відомо зовсім небагато. Встановленим фактом є, що вона провела кілька літніх місяців у Роденесі в районі Тендеру, де із чоловіком спостерігала за роботою з дамбами. Кілька разів вона супроводжувала Фредеріка у його подорожах. Була дуже популярною серед народу через свою привітність. Також кажуть, що по суботах герцогиня часто постилась або дозволяла поститися замість неї бідним за певну плату.
Ослаблена пологами, у віці 22 років Анна захворіла на сухоти, від яких і померла у травні 1514, перебуваючи на 28 тижні вагітності. Була похована у монастирської церкви хорових майстрів августинців в Бордесгольмі, яку її чоловік призначив її (і спочатку своїм) місцем поховання. Герцозьке подружжя полюбляло монастир Бордесгольму і дарувало йому хорові стільці у 1509 та дубовий алтар роботи Ганса Брюггеманна у 1514 роках.
Після смерті дружини Фредерік замовив чудову надгробну плиту з бронзовими статуями Анни та самого себе, що й донині стоїть у церкві Бордесгольмского монастиря, хоча сам герцог, який у 1523 році став королем Данії та Норвегії, був похований у 1533 році у Шлезвізькому соборі.

## Родина
Чоловік — Фредерік, герцог Шлезвігу і Гольштейну
Діти:
- Кристіан (1503—1559) — король Данії та Норвегії у 1534—1559 роках, був одруженим із Доротеєю Саксен-Лауенбурзькою, мав п'ятеро дітей;
- Доротея (1504—1547) — дружина герцога Пруссії Альбрехта, мала шестеро дітей.